# Bakonyszentlászló
Bakonyszentlászló (hongrois : Bakonyszentlászló [ˈbɒkoɲsɛntlɑːsloː] ; allemand : Laßldorf) est une localité hongroise située dans le comitat de Győr-Moson-Sopron.

## Site et localisation

### Topographie et hydrographie
La commune est située à la jonction des sous-régions de Pápa et de Súr, appartenant à la région du Bakonyalja. Elle se trouve à environ 40 kilomètres de Pápa, de Győr et de Veszprém. Autrefois rattachée au district de Zirc dans le comitat de Veszprém, elle a été réaffectée le 20 octobre 2002 au comitat de Győr-Moson-Sopron, au sein du district de Pannonhalma.
Son environnement naturel constitue une zone de transition entre le Kisalföld et le massif du Bakony. Sur le plan phytogéographique, elle est récemment considérée comme faisant partie du Kisalföld, tandis que, géologiquement, elle présente plutôt les caractéristiques du Bakony. Les sols sont composés de sable et de terre brune forestière. Les principaux cours d'eau sont le Cuha-patak et le Hódos-ér.

### Aires faunistiques et floristiques
Les forêts environnantes sont principalement composées de chênes, de hêtres et de frênes. L'un des trésors naturels majeurs est l'ancienne pinède sur sable, classée en zone de protection paysagère. Le territoire est sillonné par de nombreux sentiers de randonnée.
Parmi les sites naturels notables figurent :
- la vallée du Cuha (Cuha-völgy),
- la clairière d'Ördögrét (Ördögrét),
- plusieurs grottes locales.

La faune de la région a été rendue célèbre notamment grâce aux activités des chasseurs visiteurs. L'attractivité touristique de Bakonyszentlászló repose sur ses monuments historiques, ses richesses naturelles protégées, ainsi que ses possibilités d'hébergement. La commune constitue l'un des paradis hongrois pour les excursions et la randonnée pédestre.

## Histoire
À la fin du XIXe siècle et au début des années 1960, des vestiges préhistoriques ont été découverts sur son territoire,. À l'époque avare, des fortifications en terre y furent édifiées pour la protection de la région. Sous le bâtiment actuel de la gare subsistent les restes muraux d'une villa romaine. Selon József Révai, l'établissement romain portait le nom de Crispiana. Le nom de Villa Pastorum Porcorum (« village des gardiens de porcs ») est également mentionné, sans preuve formelle que ce fut le nom du village à l'époque médiévale. À Vinye, un haut-fourneau appartenant à l'abbaye de Pannonhalma était en activité.
Le premier édifice religieux aurait été construit à la fin du XIIIe siècle, après l'invasion mongole. C'est à cette époque que sont apparus les toponymes débutant par Szent (« saint »). Sur le territoire actuel se trouvait jadis une localité plus importante, Kenyeri (ou Churgi).
Jusqu'au milieu du XIVe siècle, le village appartenait au domaine du château de Csesznek et était la propriété de la famille Cseszneky. Sous le règne du roi Sigismond, il passa à la famille Garai.
Durant les guerres turco-habsbourgeoises, le village, situé en zone frontalière, fut ravagé en 1531 par les Ottomans, entraînant la fuite de ses habitants et la disparition du monastère des Paulins. En 1544, la localité est mentionnée comme désertée (puszta). Le pasteur Balázs Lőwey, réfugié de Győr, fut le premier à faire connaître les sources thermales de la région. Selon la tradition, le chef militaire (Vak) János Bottyán aurait lui aussi profité des eaux pour soigner ses rhumatismes.
En 1735, l'érudit Mátyás Bél décrit Bakonyszentlászló comme un village entièrement hongrois et note que la noblesse y a construit un établissement thermal autour d'une source salpêtrée.
Au XVIIIe siècle, le village connut l'arrivée de colons allemands (Souabes). Les premiers arrivèrent à Magyarszentkirály et Magyarszentlászló en 1769. Korabinsky mentionne en 1786 un nouveau village, Németszentlászló, à population allemande, partagé aussi bien sur le plan linguistique que religieux. Les Allemands, majoritairement catholiques, construisirent leur église en 1779 et obtinrent une paroisse indépendante en 1790. À cette époque fut également érigé un château d'été pour une famille noble locale.
Une école existait dans la partie hongroise dès 1793, probablement aussi dans la partie allemande. En 1799, le naturaliste Pál Kitaibel visita le site, examina la source et supposa que la pinède locale était d'origine naturelle. En 1816, l'église luthérienne fut reconstruite.
En 1858, József Pántz, propriétaire d'un établissement thermal à Győr, loua les bains de Bakonyszentlászló, mais les bâtiments périrent mystérieusement vers la fin du siècle.
La production de briques, attestée dès les années 1860, incluait la fabrication de briques cuites et de briques séchées. En 1896, l'ouverture de la ligne ferroviaire Győr–Veszprém–Dombóvár stimula fortement le développement local. Une scierie fut mise en service à Vinye en 1912.
La Première Guerre mondiale causa de lourdes pertes humaines dans la commune, unifiée en 1892 sous le nom de Bakonyszentlászló. Pendant la guerre, des prisonniers italiens, serbes et russes furent employés dans les fermes et participèrent à la construction d'une voie ferrée forestière.
Entre les deux guerres mondiales, le village connut un essor important : construction d'une distillerie en 1924, ouverture de carrières dans la vallée du Cuha, moulin à vapeur à Kenyeri de 1929 à 1950, four de briques actif dès 1934, coopérative agricole, multiplication des artisans, établissements touristiques dans le cadre exceptionnel du Cuha-völgy.
Dans les années 1930, Bakonyszentlászló possédait trois auberges, trois boucheries et six commerces, ainsi qu'une plage aménagée par la famille Weinhardt avec vingt cabines et divers équipements de loisirs. L'électricité fut introduite en 1930, et des projections cinématographiques régulières débutèrent en 1938. De nombreuses associations locales virent le jour : chorales, théâtre amateur, club de football (fondé en 1925), corps de pompiers volontaires.
Après la Seconde Guerre mondiale, la réforme agraire redistribua les terres à 260 nouveaux petits propriétaires, malgré les tensions avec les anciens habitants. À partir de 1948-49, le pouvoir local fut remanié, les principales entreprises nationalisées (briqueterie, scierie, distillerie).
Dans les années 1950 et 1960, de nombreuses infrastructures furent développées : cabinet médical, pharmacie, école maternelle, bibliothèque, bureau de poste, supérette ABC, restaurant, dépôt de matériaux de construction, salon de coiffure, logements sociaux. Les routes furent modernisées et de nouveaux lotissements, appelés « rues des couches-culottes » (pelenkautcák), virent le jour.
Cependant, les villes alentour commencèrent à attirer la main-d'œuvre locale.
Un regain économique eut lieu à la fin des années 1960 grâce à une nouvelle vague d'industrialisation, marquée par l'ouverture d'une nouvelle briqueterie, l'extension de la scierie et l'exploitation d'une mine de bauxite.
Aujourd'hui, Bakonyszentlászló dispose de réseaux d'eau, d'électricité, de gaz et d'assainissement, ainsi que d'infrastructures sociales (école maternelle et élémentaire, service médical, maison de retraite). La commune partage une administration locale avec Fenyőfő et Bakonygyirót, en étant le siège administratif.

## Population

### Minorités culturelles et religieuses
Lors du recensement de 2011, la population se déclarait à 89,2 % hongroise, 3,6 % tsigane, 1,3 % allemande et 0,2 % roumaine ; 10,7 % des habitants n'ont pas souhaité se prononcer (le total peut dépasser 100 % en raison des doubles appartenances déclarées).
La répartition religieuse était la suivante : 52,6 % de catholiques romains, 4,1 % de réformés, 13,4 % de luthériens, 0,2 % de gréco-catholiques et 9 % de sans confession, tandis que 19,4 % des habitants n'ont pas répondu.
En 2022, 91,9 % des habitants se déclaraient hongrois, 1,4 % allemands, 0,7 % tsiganes, 0,2 % roumains, 0,1 % grecs et 0,1 % ruthènes ; 1,2 % relevaient d'autres nationalités non autochtones et 7,8 % n'ont pas répondu (le total pouvant dépasser 100 % pour les mêmes raisons).
Concernant l'appartenance religieuse, 36,2 % étaient catholiques romains, 10,4 % luthériens, 3,1 % réformés, 0,6 % gréco-catholiques, 1,2 % autres chrétiens, 1,1 % autres catholiques ; 9,7 % se déclaraient sans confession et 37,5 % des répondants n'ont pas souhaité se prononcer.

## Équipements

### Réseaux extra-urbains
Bakonyszentlászló est accessible par la route depuis la jonction de la route principale 82 (près de Bakonyszentkirály) ou depuis la route principale 832 (près de Románd), via la route secondaire 83107 (passant par Bakonygyirót dans le second cas). La commune est également desservie par la ligne ferroviaire reliant Győr à Veszprém ; sa gare se situe à environ 41 kilomètres de Győr et 38 kilomètres de Veszprém.

## Économie
Après Zirc, Bakonyszentlászló est la plus grande localité de la région. Elle présente un caractère industriel marqué par l'exploitation de la bauxite, la fabrication de briques et le travail du bois, bien que les activités agricoles et l'élevage soient également présents dans la commune.

## Personnalités liées à la localité
Le général Sándor Esterházy, officier impérial et royal, figure de la révolution et guerre d'indépendance hongroise de 1848–1849, puis de nouveau haut gradé impérial, est décédé ici en 1867.